# Psectra obliqua
Psectra obliqua är en insektsart som först beskrevs av Banks 1909.  Psectra obliqua ingår i släktet Psectra och familjen florsländor. Inga underarter finns listade i Catalogue of Life.